# Thanwa Raseetanu
Thanwa Raseetanu (ธันวา ราศีธนู), sinh ngày 19 tháng 12 năm 1970, là một ca sĩ, nhạc sĩ người Thái Lan.
Tanwa nhập viện vì dương tính với virus SARS-CoV-2  và qua đời tại một bệnh viện ở Bangkok trong đêm 7 tháng 9 năm 2021, hưởng thọ 50 tuổi.

## Danh sách đĩa nhạc
- "King Ka Thong" กิ้งก่าทอง (2009)
- "Kob Thao" กบเฒ่า (2010)
- "Jorn Plon Jai" โจรปล้นใจ (2011)
- "Nang Fa Ruea Satan" นางฟ้าหรือซาตาน (2013)
- "Kied Ma Phuea Rak Thuer"เกิดมาเพื่อรักเธอ (2014)
- "Marn Sang Khom" มารสังคม (2017)
- "Nam Ta Kuj Jee" น้ำตากุ๊ดจี่ (2017)